# Crato de Nassau-Saarbrücken
Crato de Nassau-Saarbrücken (Saarbrücken, 7 de abril de 1621-Straelen, 25 de julio de 1642) fue conde de Nassau-Saarbrücken.

## Vida
Era el hijo mayor del conde Guillermo Luis de Nassau-Saarbrücken y su esposa, la landgravina Ana Amalia de Baden-Durlach. Sucedió a su padre como conde de Nassau-Saarbrücken en 1640. Sin embargo, como todavía era menor de edad en ese momento, estuvo bajo la regencia de su madre.
Crato, fue asesinado en la batalla de Straelen en 1642. Fue sucedido por su hermano menor Juan Luis.